# Vendredi 13 (film, 2009)
Cet article concerne le remake de 2009. Pour le film original de 1980, voir Vendredi 13 (film, 1980). Pour les articles homonymes, voir Vendredi 13 (homonymie).
Série Vendredi 13
Freddy contre Jason
(2003)
Pour plus de détails, voir Fiche technique et Distribution.
Vendredi 13 (Friday the 13th) est un film d'horreur américain réalisé par Marcus Nispel, écrit par Damian Shannon et Mark Swift, sorti en 2009. Il s'agit du remake du classique de l'épouvante Vendredi 13, le 12e épisode de la saga, qui a commencé en 1980 et dont le dernier film de 2003 a été Freddy contre Jason.
Il met en vedette Derek Mears dans le rôle de Jason Voorhees, ainsi que Willa Ford, Jared Padalecki, Amanda Righetti et Danielle Panabaker.
Avec un budget de 19 millions de dollars, le film en a rapporté 91,7 millions à travers le monde.

## Synopsis
En 1980, la nuit du vendredi 13, Pamela Voorhees assassina froidement les moniteurs jusqu'à ce que la dernière, Alice Hardy, la tue. Depuis, Jason ne pense qu'à tuer, englobé dans une folie meurtrière…
Une vingtaine d'années sont passées et un groupe de jeunes gens s'apprêtent à camper au bord du lac Crystal Lake : Whitney Miller, Mike, Richie, Amanda et Wade. Durant la soirée, Wade raconte qu'un tueur en série, Jason, a sévi dans la région. Frustrée par le récit, Whitney part explorer la forêt avec son petit ami Mike. Wade s'éloigne tandis que Richie et Amanda font l'amour. Wade se fait attaquer par Jason Voorhees et est tué. Dans les bois, Whitney et Mike découvrent la maison abandonnée de Jason et Pamela Voorhees. Dérangé par des bruits et pensant que c'est Wade, Richie va à sa rencontre en laissant Amanda. Richie découvre le corps de Wade et Amanda se fait attaquer. Richie rejoint sa copine et découvre que Jason l'a suspendu au-dessus du feu de camp. Richie se prend la jambe dans un piège à ours et assiste, impuissant, à la mort d'Amanda. Dans la maison des Voorhees, Whitney et Mike sont attaqués et Mike est tué par Jason. Terrifiée, Whitney s'enfuit et découvre au campement Richie prisonnier et tente de le sauver mais Jason le tue avec sa machette avant de se tourner vers Whitney et l'image s'arrête au moment où la machette va transpercer Whitney.
Les semaines ont passé et un autre groupe part en week-end au bord du lac : Trent et Jenna, ainsi que leurs amis. La bande va s'installer à la maison de Trent.
Pendant ce temps, Clay Miller, le frère de Whitney, est à la recherche de cette dernière, mais le shérif Bracke n'a guère d'espoir de la retrouver. Clay va trouver un ouvrier agricole s'appelant Donnie mais il n'a pas d'informations sur elle. Peu après que Clay soit parti, Donnie se fait tuer par Jason qui lui prend un masque de hockey.
Chez Trent, Chelsea et Nolan vont faire du ski nautique au lac en prenant le bateau de Trent. Clay arrive chez Trent mais ce dernier le fait partir, l'estimant étranger à son groupe, malgré l'enthousiasme de Jenna et de Breetney « Bree ».
Sur le lac, Chelsea tombe dans l'eau et Nolan conduit le bateau et s'apprête à la rejoindre mais il se fait tirer une flèche dans la tête par Jason. Le bateau heurte Chelsea qui voit Jason avec sa machette sur la berge. Chelsea nage jusqu'à un ponton et tente d'être silencieuse pour ne pas être repérée par Jason, mais Jason la tue en faisant passer sa machette entre les planches du ponton.
Clay et Jenna, partis se promener, aperçoivent Jason avec le cadavre de Donnie. Ils s'enfuient pour avertir le groupe et actionnent un dispositif de clochettes relié à l'endroit où se trouve Whitney. En effet, cette dernière est retenue prisonnière par Jason en raison de sa ressemblance avec sa mère.
À la maison de Trent, Chewie casse une chaise et part la réparer dans l'atelier au fond du jardin. Trent et Bree se retirent pour faire l'amour. Clay et Jenna rentrent paniqués et alertent Lawrence mais Trent et Bree ne sortent pas de la chambre. Dans l'atelier du jardin, Chewie s'amuse avec différents équipements sportifs (Ballon de basket et crosse de hockey) avant d'être surpris par Jason et tué par ce dernier avec un tournevis enfoncé dans la gorge.
Clay, Jenna, Trent, Bree et Lawrence se regroupent dans le salon et la police va envoyer quelqu'un. Lawrence décide d'aller ramener Chewie, contre l'avis de Clay. Lawrence se fait attaquer et s'enfuit mais Jason lui lance une hache dans le dos et le laisse quelque temps hurler à l'aide avant de le tuer. Jason s'introduit dans la maison. S'étant éloignée, Bree se fait attaquer silencieusement et est empalée sur les bois d'un trophée de chasse ressemblant à des cornes de cerf. Le shérif Bracke arrive enfin devant la maison mais est tué par Jason, qui le poignarde à l'oeil avec un tisonnier sur le pas de la porte d'entrée. Pris en surprise par le corps sans vie de Bree, jeté à l'arrière du véhicule de police, les survivants se séparent, Trent part de son côté et rejoint la route où il croise un pick-up qui s'arrête à sa hauteur, mais Trent hésite à y monter s'attendant à un piège. Au moment où il se rend compte où le conducteur du pick-up n'est pas Jason et que Trent s'apprête à le rejoindre pour sauver sa peau, Jason arrive alors derrière lui et lui transperce le dos avec la machette avant de l'empaler sur le pick-up qui attendait qu'il monte, le pick-up démarre tout en transportant avec lui le corps mortellement blessé de Trent.
Clay et Jenna rejoignent la maison des Voorhees et entendent les appels à l'aide de Whitney. Clay retrouve sa sœur et le trio s'enfuit dans les souterrains édifiés par Jason. Mais alors que Clay et Whitney sont passés à travers un trou, Jenna se fait empaler par la machette de Jason. Ce dernier poursuit Clay et Whitney mais ceux-ci s'enfuient tant bien que mal (Jason les rattrape à plusieurs reprises). Arrivés à l'atelier de Donnie, Clay et Whitney sont une fois de plus attaqués et Jason et Clay vont se battre mais au moment où Jason prend le dessus Whitney manipule Jason en se prenant pour Pamela Voorhees. Jason se fait alors pendre, étrangler par une machine broyeuse et enfin empaler par Whitney avec sa propre machette. Clay et Whitney jettent le corps de Jason dans le lac. Le jour est levé. Clay se penche vers Whitney mais Jason jaillit du ponton et saisit Whitney qui hurle…

## Fiche technique
- Titre original : Friday the 13th
- Titre français : Vendredi 13
- Réalisation : Marcus Nispel
- Scénario : Mark Swift et Damian Shannon
- Décors : Jeremy Conway
- Costumes : Marian Ceo
- Photographie : Daniel Pearl
- Montage : Ken Blackwell
- Musique : Steve Jablonsky
- Production : Michael Bay, Andrew Form (en) et Bradley Fuller
  - Production exécutive : Cale Boyter, Sean S. Cunningham, Toby Emmerich et Brian Witten
- Sociétés de production : Crystal Lake Entertainment, MTV Films, New Line Cinema, Paramount Pictures, Platinum Dunes
- Sociétés de distribution : Warner Bros et Paramount Pictures
- Budget : 19 millions de dollars
- Pays d'origine :  États-Unis
- Langue originale : anglais
- Format : couleur - 35 mm - 1,85:1 - son Dolby Digital
- Genre : horreur, slasher
- Durée : 97 minutes
- Dates de sortie :
  -  États-Unis : 13 février 2009
  -  France : 11 février 2009
- Interdit aux moins de 12 ans avec avertissement lors de sa sortie en salles[2].
- États-Unis : R – Restricted (Les enfants de moins de 17 ans doivent être accompagnés d'un adulte) (Classé R pour une forte violence sanglante)

## Distribution
- Jared Padalecki (VF : Adrien Antoine ; VQ : Claude Gagnon) : Clay Miller
- Danielle Panabaker (VF : Edwige Lemoine ; VQ : Geneviève Déry) : Jenna
- Amanda Righetti (VF : Sylvie Jacob ; VQ : Aurélie Morgane) : Whitney Miller
- Travis Van Winkle (VF : Franck Lorrain ; VQ : Guillaume Champoux) : Trent Sutton
- Derek Mears : Jason Voorhees
- Aaron Yoo (VF : Alexandre Nguyen ; VQ : Marc Saint-Martin) : Chewie
- Julianna Guill (VF : Caroline Victoria ; VQ : Catherine Hamann) : Britney
- Arlen Escarpeta (VF : Diouc Koma ; VQ : Hugolin Chevrette-Landesque) : Lawrence
- Willa Ford (VF : Caroline Darchen) : Chelsea
- Ryan Hansen (VF : Julien Allouf) : Nolan
- Jonathan Sadowski (VF : Guillaume Lebon ; VQ : Patrice Dubois) : Wade
- Ben Feldman (VF : Taric Mehani ; VQ : Philippe Martin) : Richie
- Nick Mennell (VF : Pascal Nowak ; VQ : Martin Watier) : Mike
- America Olivo (VF : Emmanuelle Rivière ; VQ : Pascale Montreuil) : Amanda
- Richard Burgi (VF : Bernard Lanneau) : le shérif Bracke
- Chris Coppola (VF : Bruno Rozenker) : Clerk, l'employé de la station service
- Kyle Davis (VF : Jérôme Pauwels ; VQ : François Godin) : Donnie
- Travis Davis : agent Lund
- Caleb Guss : Jason Voorhees, enfant
- Nana Visitor (VF : Danièle Douet ; VQ : Claudine Chatel) : Pamela Voorhees, la mère de Jason
- Stéphanie Rhodes : Alice Hardy[3]

Sources et légendes : Version française (VF) sur AlloDoublage

## Box-office
Le film est sorti le vendredi 13 février 2009. Bien que, dans l'ensemble, le film ait reçu des critiques négatives, il a recueilli 19,2 millions de dollars de recettes pour sa seule soirée de sortie et 40,5 millions de dollars durant le week-end d'ouverture. Sur le plan des recettes, il bat ainsi le record du meilleur premier jour de tous les Vendredi 13 et du meilleur premier weekend de tous les films d'horreur,.
| Pays                            | Box-office      | Nombre de semaines | Classement T.L.T. | Date       |
| Box-office Monde                | 91 700 771 $    | 12 [finie]         |                   | 08/05/2009 |
| Box-office États-Unis et Canada | 65 002 019 $    | 12 [finie]         |                   | 08/05/2009 |
| Box-office France               | 129 477 entrées | 6 [finie]          |                   | 24/03/2009 |

## Autour du film
- Marcus Nispel a aussi réalisé Massacre à la tronçonneuse en 2003, le remake de celui de Tobe Hooper, tandis que les scénaristes ont écrit le scénario de Freddy contre Jason.